# La Salle-en-Beaumont
 La Salle-en-Beaumont  es una población y comuna francesa, en la región de Ródano-Alpes, departamento de Isère, en el distrito de Grenoble y cantón de Corps.

## Demografía
| 261 | 222 | 233 | 250 | 278 | 241 |
| Para los censos de 1962 a 1999 la población legal corresponde a la población sin duplicidades (Fuente: INSEE [Consultar]) |     |     |     |     |     |